# Xian de Fu
Pour les articles homonymes, voir Fù.
Le xian de Fu (富县 ; pinyin : Fù Xiàn) est un district administratif de la province du Shaanxi en Chine. Il est placé sous la juridiction de la ville-préfecture de Yan'an.

## Démographie
La population du district était de 140 216 habitants en 1999.